# 蓝瑚
蓝瑚（1915年—？），男，直隶昌平（今属北京）人，中国普通外科学专家，曾任昆明医学院第二附属医院教授，第五、六、七届全国政协委员。